# ICloud
iCloud становить хмару зберігання і обслуговування даних від компанії Apple Inc. Розпочав роботу з 12 жовтня 2011 року, прийшовши на заміну сервісу MobileMe. Станом на липень 2012 року сервіс нараховує понад 150 мільйонів користувачів.
Сервіс дає змогу користувачам зберігати дані, такі як музика й iOS-додатки на віддалених серверах комп'ютера для завантаження на декількох пристроях, таких як iOS-пристрої, комп'ютера під управлінням macOS або Microsoft Windows (Windows Vista Service Pack 2 або пізнішої версії).
iCloud зберігає вашу пошту, фотографії, документи і т. д. Сервіс також дає змогу користувачам створювати бездротової резервні копії своїх iOS пристроїв через iCloud, замість того щоб вручну робити це за допомогою iTunes.
iCloud працює на основі сервісів Microsoft Microsoft Azure і Amazon Web Services.

## Невелика історія
iCloud є останнім брендом послуг компанії Apple в хмарних обчисленнях. Раніше він був запатентований як iTools в 2000 році,. Mac в 2002 році, і MobileMe в 2008 році.
iCloud був відкритий 6 червня 2011 року, в Apple Worldwide Developers Conference (WWDC). Представники Apple оголосили, що MobileMe припинить свою роботу 30 червня 2012 року, і після цього iCloud остаточно замінить MobilMe.
До 12 жовтня 2011 сервіс працював тільки для розробників Apple. 12 жовтня 2011 iCloud став доступний для використання всім користувачам через оновлення iTunes. У перший же тиждень в iCloud зареєструвалося понад 20 мільйонів користувачів. Сайт The iCloud.com і зареєстрований товарний знак були отримані у шведської компанії під назвою Xcerion. На початку 2012 року до суду було подано позов від користувачів, незадоволених переходом з MobilMe на iCloud.

## Компоненти
До складу сервісу iCloud входять такі компоненти:
- Mail
- Контакти
- Календар
- Знайти iPhone
- iWork
- Фотопотік
- Нотатки
- Нагадування

### Пошта
Як і MobileMe, iCloud включає в себе електронну пошту. На відміну від MobileMe і його попередній ітерації, адреса електронної пошти є необов'язковою частиною iCloud. Обліковий запис електронної пошти можна використовувати в будь-якій програмі з підтримкою стандартного IMAP, а також через вебклієнт пошти на порталі iCloud.com. На пристрої iOS або Mac, пошта iCloud підтримує Push-повідомлення та банери.
iCloud пошта дуже зручна, якщо ви маєте iOS пристрій і комп'ютер Mac, оскільки забезпечує прекрасну синхронізацію і ви ніколи не пропустите важливе повідомлення.